# Digorskij rajon
Il Digorskij rajon (in russo Дигорский район?) è uno degli otto rajony nei quali è divisa l'Ossezia Settentrionale-Alania; ha come capoluogo Digora. Occupa una superficie di 640 chilometri quadrati e sono stati censiti al 2010 19.229 abitanti.